# Levin Chavrak
Levin Chavrak Letovanički (letovanicki Chavrak Levin, Zágráb, 1852. április 15. – Zágráb, 1913. április 14.) horvát jogász, politikus, főispán.

## Élete
Zágrábban született 1852-ben, régi nemesi család sarjaként. Iskoláit szülővárosában és Bécsben végezte, jogi diplomát szerzett. 1876-ban Varasd vármegye jegyzője, 1878-ban rövid időre Szarajevó ideiglenes rendőrfőnöke lett. Rossz egészségi állapotára hivatkozva még ugyanabban az évben felmentését kérte. Mikor visszatért Horvátországba, a pakráci alispáni hivatalban kezdett dolgozni. 1884-ben a pakráci alispáni hivatal helyettes főnökévé, 1886-ban verőcei főszolgabíróvá nevezték ki. 1887-ben Zimonyba helyezték át, és az állami határrendőrség főnöke lett. 1892-ben Eszékre helyezték és Verőce vármegye titkárává, rövid idő múlva alispánjává, 1902. április 3-án Pejácsevich Tivadar utódjaként pedig a vármegye és Eszék város főispánjává nevezték ki. 1896-ban megerősítették magyar nemességét, ekkor adományozták neki a letovanicki nemesi előnevet. 1904-től 1906-ig a báni kormány vallás- és közoktatásügyi főnöke volt. 1904. novemberében a horvát országgyűlésbe választották, amely 1905-ben a magyar képviselőházba delegálta. 1906-ban nyugalomba vonult, ekkor a Ferenc József-rend csillaggal díszített középkeresztjével tüntették ki. 1910 februárjában a horvát kormány belügyi osztályfőnöke lett, áprilisban pedig a zimonyi kerület képviselőjeként újra a szábor tagja lett, amely ezúttal a magyar főrendiházba delegálta, ahol a pénzügyi bizottságban foglalt helyet. 1913-ban hunyt el Zágrábban.

## Fordítás
Ez a szócikk részben vagy egészben  a   Levin Chavrak című horvát Wikipédia-szócikk fordításán alapul.  Az eredeti cikk szerkesztőit annak laptörténete sorolja fel. Ez a jelzés csupán a megfogalmazás eredetét és a szerzői jogokat jelzi, nem szolgál a cikkben szereplő információk forrásmegjelöléseként.